# Estación de Nápoles Campi Flegrei
La Estación de Nápoles Campi Flegrei (en italiano: Stazione di Napoli Campi Flegrei) es una estación ferroviaria de la ciudad de Nápoles, Italia. Se ubica en el barrio de Fuorigrotta, en las inmediaciones del Estadio San Paolo.

## Historia
Inicialmente se llamó "Fuorigrotta" y entró en servicio el 20 de septiembre de 1925, cuando se estrenó el tramo ferroviario desde Pozzuoli Solfatara a Nápoles (la denominada "metropolitana"). En 1927, asumió el nombre actual.

## Descripción

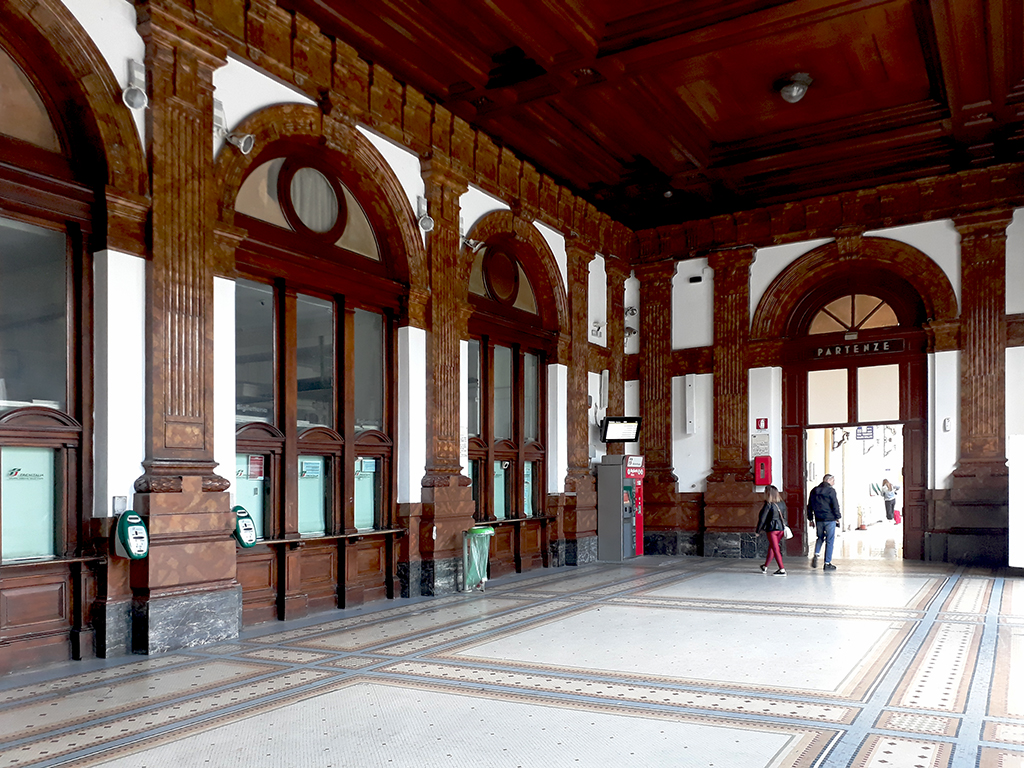
El vestíbulo de la estación.

El edificio, muy elegante tanto en el exterior como en el interior, es amplio y alberga billetería, bar, sala de espera y algunas tiendas (quiosco, tienda de libros y barbería). La estación cuenta con 7 vías para tráfico de viajeros además de otras para los trenes de mercancías. Un poco más allá de la estación hay un amplio patio de trenes utilizado por trenes metropolitanos y regionales, un centro de mantenimiento de la catenaria y una conexión de servicio con el Ferrocarril Cumana.

## Servicios ferroviarios
La estación cuenta con los trenes de la Línea 2 (servicio metropolitano de Trenitalia).